# Kasper Ber
Kasper Ber (ur. ok. 1460 w Krakowie, zm. 11 marca 1543) – polski alchemik, mieszczanin krakowski, przedsiębiorca górniczo-hutniczy, kupiec. W latach 1507–1511 i od 1526 roku był kierownikiem mennicy krakowskiej. Na dworze królewskim prowadził eksperymenty polegające na oddzielaniu srebra od złota i innych metali. Ponadto był dostawcą królewskiego dworu.